# Oko w oko z życiem
Oko w oko z życiem (ang. Buffalo '66) – amerykański dramat obyczajowy z 1998 roku.

## Główne role
- Vincent Gallo - Billy Brown
- Christina Ricci - Layla
- Ben Gazzara - Jimmy Brown
- Mickey Rourke - The Bookie
- Rosanna Arquette - Wendy Balsam
- Jan-Michael Vincent - Sonny
- Anjelica Huston - Jan Brown

## Fabuła
Billy Brown (Vincent Gallo) spędził w więzieniu pięć lat za zbrodnię, której nie popełnił. Po wyjściu na wolność, planuje zabić rywala z młodości przez którego trafił za kratki, a później popełnić samobójstwo. W drodze do domu rodzinnego porywa dziewczynę imieniem Layla (Christina Ricci) i każe jej udawać swoją żonę.